# Synagoga Ahawat Tora w Cieszynie
Synagoga Ahawat Tora w Cieszynie (z hebr. „Miłości Tory”) – prywatna synagoga znajdująca się w Cieszynie w kamienicy przy ulicy Michejdy 30. 
Synagoga została założona w okresie międzywojennym z inicjatywy ortodoksyjnego stowarzyszenia Ahawat Tora. Obok sali modlitewnej znajdowała się również szkółka żydowska. Synagoga została zdewastowana podczas II wojny światowej. Obecnie w bożnicy znajduje się mieszkanie.